# Jeremy Piven

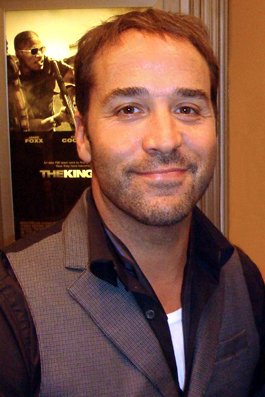
Jeremy Piven (2009)

Jeremy Piven (* 26. Juli 1965 in Chicago) ist ein US-amerikanischer Schauspieler. Er wurde in den USA für seine Rolle als Ari Gold in der Komödie Entourage bekannt, für die er einen Golden Globe Award und 3 Emmy Awards gewann.

## Leben
Piven besuchte nach seinem High-School-Abschluss an der Evanston Township High School die Drake University in Des Moines, Iowa. Er gehörte zum Ensemble des Piven Theatre Workshop, die von Pivens Eltern Byrne Piven und Joyce Hiller Piven gegründet wurde. Piven trat in mehreren Filmen an der Seite seines engen Freundes und Schauspielerkollegen John Cusack auf. Cusack und seine Schwestern Joan und Ann gehören ebenfalls zu den Absolventen des Piven Workshops.
Eine von Pivens frühen Rollen war Spike in Lucas (1986). Pivens erste wichtige Rolle kam 1992, als er regelmäßig auf HBOs Die Larry Sanders Show den Hauptautor Jerry spielte. Er verließ die Show in der zweiten Staffel. 1993 porträtierte er George Costanza in der Show-within-a-Show-Szene in der Seinfeld-Episode The Pilot. Piven war ab 1995  Ensemblemitglied in den letzten drei Staffeln der Comedyserie Ellen mit Ellen DeGeneres in der Hauptrolle. Er war auch der Star und Produzent der kurzlebigen ABC-Dramenserie Cupid und sprach Elongated Man in drei Episoden von Justice League Unlimited.
Piven spielte von 2004 bis 2011 die Rolle des Schauspielagenten Ari Gold in der HBO-Serie Entourage, eine Rolle, für die er viermal für den Emmy nominiert wurde und dreimal in Folge gewann. 2015 ließ er die Rolle in dem gleichnamigen Kinofilm nochmals aufleben. 2008 wurde er für diese Rolle mit einem Golden Globe Award als Bester Nebendarsteller ausgezeichnet. Piven war vorher bereits in der kurzlebigen ABC-Drama-Serie Cupid zu sehen. Im Musikvideo zu Drivin' Me Wild von Common, mit welchem er gemeinsam in Smokin’ Aces spielte, hat Piven einen Kurzauftritt. Am 3. August 2009 hatte er einen einmaligen Auftritt bei WWE Monday Night RAW als „Special Guest Host“. Seit 2013 spielt er die Hauptrolle in der britischen Fernsehserie Mr Selfridge.

## Filmografie (Auswahl)

### Filme
- 1986: Lucas
- 1986: Ein ganz verrückter Sommer (One Crazy Summer)
- 1989: Teen Lover (Say Anything…)
- 1990: Grifters (The Grifters)
- 1992: Bob Roberts
- 1992: The Player
- 1993: 12:01
- 1993: Judgment Night – Zum Töten verurteilt (Judgement Night)
- 1994: PCU
- 1995: Dr. Jekyll und Ms. Hyde (Dr. Jekyll and Ms. Hyde)
- 1995: Miami Rhapsody
- 1995: Heat
- 1997: Just Write – Alles aus Liebe (Just Write)
- 1997: Ein Mann – ein Mord (Grosse Pointe Blank)
- 1998: Phoenix – Blutige Stadt (Phoenix)
- 1999: Very Bad Things
- 2000: Family Man
- 2001: Black Hawk Down
- 2001: Rush Hour 2
- 2001: Weil es Dich gibt (Serendipity)
- 2002: Highway
- 2003: Old School – Wir lassen absolut nichts anbrennen (Old School)
- 2003: Das Urteil – Jeder ist käuflich (Runaway Jury)
- 2003: Scary Movie 3
- 2004: American Princess
- 2005: Das schnelle Geld (Two for the Money)
- 2006: Cars (Stimme)
- 2007: Smokin’ Aces
- 2007: Operation: Kingdom
- 2008: Rock N Rolla (RocknRolla)
- 2009: The Goods – Schnelle Autos, schnelle Deals (The Goods: Live Hard, Sell Hard)
- 2011: I Melt with You
- 2012: Spy Kids – Alle Zeit der Welt (Spy Kids)
- 2012: Die Piraten! – Ein Haufen merkwürdiger Typen (The Pirates! – Band of Misfits, Stimme)
- 2012: So Undercover
- 2014: Edge of Tomorrow
- 2014: Sin City 2: A Dame to Kill For
- 2015: Entourage
- 2020: My Dad’s Christmas Date
- 2021: American Night

### Fernsehserien
- 1992–1998: Die Larry Sanders Show (The Larry Sanders Show)
- 1995–1998: Ellen
- 1998–1999: Cupid
- 2004–2011: Entourage
- 2013–2016: Mr Selfridge
- 2017–2018: Wisdom of the Crowd

## Auszeichnungen
- Primetime Emmy Award for Outstanding Supporting Actor in a Comedy Series: nominiert (2005–2008), ausgezeichnet (2006–2008) (Entourage)
- Golden Globe Award/Bester Nebendarsteller – Serie, Mini-Serie oder TV-Film: nominiert (2005–2009), ausgezeichnet (2008)